# Omar Aguayo
Omar Gerardo Aguayo Rentería (8 de abril de 1982, Guadalajara, Jalisco, México) es un futbolista mexicano retirado que jugaba en la posición de mediocampista. Jugó para el Club Deportivo Guadalajara, Alacranes de Durango, Querétaro Fútbol Club y California Victory. Participó con la selección infantil mexicana en la Copa Mundial de Fútbol Sub-17 de 1999.
Surge de las Fuerzas Básicas del Club Deportivo Guadalajara y para el año 2003 es cedido por una temporada al equipo Alacranes de Durango donde logra conseguir la titularidad. Después de regresar a Chivas, el entrenador Benjamín Galindo le dio la oportunuidad de jugar su primer partido en la Primera División, debutando el 5 de febrero de 2005 contra los Tiburones Rojos de Veracruz.
Solo pudo jugar cuatro partidos en total con el equipo de Primera División del Guadalajara. Su mayor participación dentro de la institución se dio con la filial Chivas Coras. Después de esto se fue a Querétaro y de ahí pasó a la filial Gallos de Tijuana. En 2007 migra a los Estados Unidos y se enrola con el California Victory.

## Clubes
| Club                       | País   | Año         |
| -------------------------- | ------ | ----------- |
| Club Deportivo Guadalajara | México | 2003 - 2005 |
| Alacranes de Durango       | México | 2003 - 2004 |
| Querétaro Fútbol Club      | México | 2006        |
| California Victory         | México | 2007        |